# Astragalus allotricholobus
Astragalus allotricholobus är en ärtväxtart som beskrevs av Nábelek. Astragalus allotricholobus ingår i släktet vedlar, och familjen ärtväxter. Inga underarter finns listade i Catalogue of Life.